# Jensen Island
Jensen Island ist eine kleine, felsige Insel vor der Küste des ostantarktischen Kemplands. Sie liegt 4,5 km nordwestlich des Kap Boothby.
Die Besatzung der Nella Dan betrat die Insel im Februar 1975 im Rahmen einer Kampagne der Australian National Antarctic Research Expeditions. Das Antarctic Names Committee of Australia benannte sie nach John Brench Jensen, der in den 1970er und 1980er Jahren als Kapitän dieses Forschungsschiffs tätig war.